# Ossoria (herb szlachecki)
Ossoria – polski herb szlachecki, noszący zawołania Hosoryja, Osoryja i Szarza. Wzmiankowany w najstarszym zachowanym do dziś polskim herbarzu, Insignia seu clenodia Regis et Regni Poloniae, spisanym przez historyka Jana Długosza w latach 1464–1480. Ossoria jest jednym z 47 herbów adoptowanych przez bojarów litewskich na mocy unii horodelskiej z 1413 roku.
Herb występował głównie wśród rodzin osiadłych w ziemi krakowskiej, sandomerskiej, lubelskiej i sieradzkiej. Spośród najbardziej znanych rodów pieczętujących się herbem Ossoria, należy wymienić Konarskich i Tyrawskich.
Ossorii używała też Emilia Sczaniecka.

## Opis herbu

### Opis historyczny

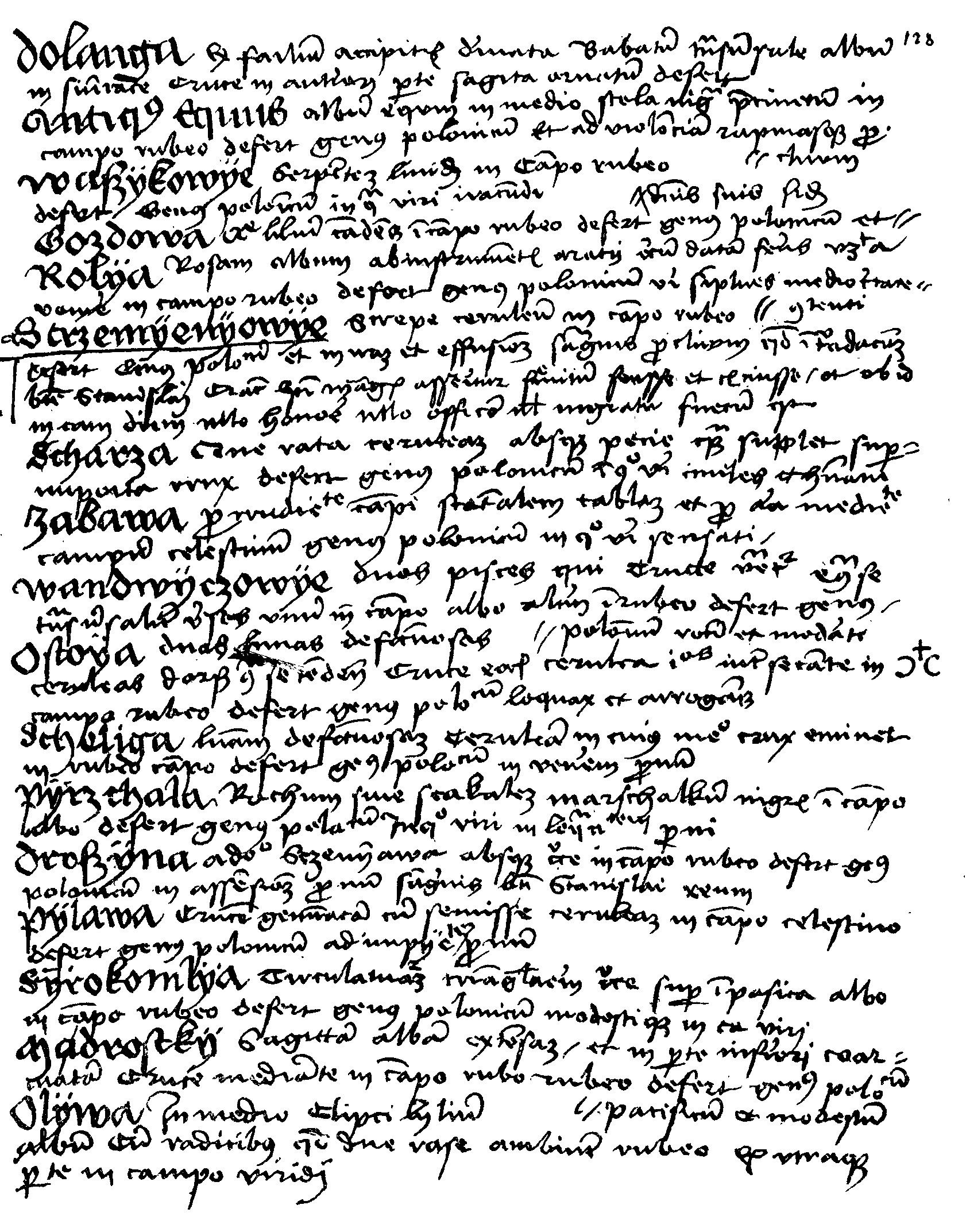
Jedna ze stron manuskryptów Jana Długosza, zawierająca opisy polskich herbów

Jan Długosz (1415–1480) blazonuje herb i opisuje herbownych następująco:

Stharza, que rotam ceruleam absque pecia, quam super imposita crux, in campo rubeo defert pro insigni. Genus Polonicum in quo viri ciuiles et humani.

Po przetłumaczeniu:

Ossoria, która koło niebieskie bez części, którą dopełnia wyżej nałożony krzyż, w polu czerwonym ma za znak. Ród polski, w którym mężczyźni ludzcy.

Kasper Niesiecki, podając się na dzieła historyczne Bartosza Paprockiego i Szymona Okolskiego, opisuje herb:

Ma być koło żółte, którego dzwona jednego u góry prosto nie masz, ale miasto niego, krzyż czy miecz otłuczony prosto stoi, w polu czerwonem, na hełmie trzy pióra strusie.

### Opis współczesny
Opis skonstruowany współcześnie brzmi następująco:
Na tarczy w polu czerwonym, złote koło wyszczerbione ze srebrnym krzyżem.
W klejnocie trzy pióra strusie.
Labry herbowe czerwone, podbite złotem.

## Geneza

### Najwcześniejsze wzmianki
Herb był również wspomniany w zapiskach sądowych z 1396 roku.
W wyniku unii horodelskiej w 1413 roku, herb został przeniesiony na Litwę. Do rodu Ossoriów przyjęty został wówczas bojar (według Władysława Semkowicza, najprawdopodobniej pochodzący ze żmudzi), o imieniu Twerbud (Twerbuth, Twiributh). Adoptującym do rodu polskiego był Mikołaj z Korabiewic, który do aktu przywiesił swą pieczęć.
Najwcześniejsze lokalne źródło heraldyczne wymieniające ten herb to wspomniane już wcześniej Insignia seu clenodia Regis et Regni Poloniae, datowane na lata 1464–1480. Autorem tego dzieła jest polski historyk, Jan Długosz.

## Herbowni

### Lista Tadeusza Gajla
Lista herbownych w artykule sporządzona została na podstawie wiarygodnych źródeł, zwłaszcza klasycznych i współczesnych herbarzy. Należy jednak zwrócić uwagę na częste zjawisko przypisywania rodom szlacheckim niewłaściwych herbów, szczególnie nasilone w czasie legitymacji szlachectwa przed zaborczymi heroldiami, co zostało następnie utrwalone w wydawanych kolejno herbarzach. Identyczność nazwiska nie musi oznaczać przynależności do danego rodu herbowego. Przynależność taką mogą bezspornie ustalić wyłącznie badania genealogiczne.
Pełna lista herbownych nie jest dziś możliwa do odtworzenia, także ze względu na zniszczenie i zaginięcie wielu akt i dokumentów w czasie II wojny światowej (m.in. w czasie powstania warszawskiego w 1944 spłonęło ponad 90% zasobu Archiwum Głównego w Warszawie, gdzie przechowywana była większość dokumentów staropolskich). Lista nazwisk znajdująca się w artykule pochodzi z Herbarza polskiego, Tadeusza Gajla (132 nazwiska). Występowanie na liście nazwiska nie musi oznaczać, że konkretna rodzina pieczętowała się herbem Ossoria. Często te same nazwiska są własnością wielu rodzin reprezentujących wszystkie stany dawnej Rzeczypospolitej, tj. chłopów, mieszczan, szlachtę. Jest to jednakże dotychczas najpełniejsza lista herbownych, uzupełniana ciągle przez autora przy kolejnych wydaniach Herbarza. Tadeusz Gajl wymienia następujące nazwiska uprawnionych do używania herbu Ossoria:
|  | Aniukiewicz. Bakłanowski, Billicki, Bochłowski, Bochołowski, Bogdal, Bogdan, Boklewski, Boklowski, Bokłowski, Brochocki, Brochowicz, Bukowski, Burzyński, Busz, Buszkowski, Bychawski. Cepliński, Cerpicki, Chrystowski, Cieplicki, Ciepliński, Ciereszkiewicz, Ciereszko, Cierpecki, Cierpicki, Czeszyk. Dąbrowski, Dobiecki. Filipowski. Gordyk, Gordyka, Gordzikowski, Gorecki, Górecki, Grabnicki, Grabownicki, Grodzicki. Hruszewicz, Hurski. Janowski. Kempski, Kępski, Koło, Kołomyjski, Kołpytowski, Konarski, Kondracki, Kondradzki, Konracki, Konradzki, Korabiewski, Korabski, Korkosz, Korkoz, Korkoza, Kostecki, Kostrzecki, Kostrzewski, Kowalowski, Krasowski, Krassowski, Krzesławski, Krzywoszewski, Kudelski, Kunradzki, Kurski, Kwasowski, Kwassowski. Lasowski, Lassowski, Lazański, Lednicki. Łaganowski, Łaszewski. Martos, Metalski, Mietelski, Mietniowski, Mietulski, Mikosz, Mioduski. Nagorczewski, Niepoczołowski, Niepoczołtowski. Odorski, Olszowski. Pelwelski, Pełka, Pierzczewski, Pieskowski, Pilchowski, Pitkowski, Pitowski, Płochocki, Podgrodzki, Poleski, Pytkowski, Pytowski. Rus, Rusecki, Rusiecki, Ruszecki, Ryterowski. Schleewitz, Sędzimir, Skrobaczewski, Stadnicki, Striżewski. Ściborzycki, Świeczka. Terawski, Trojanowski, Twardzicki, Twerbus, Twierbutt, Twirbut, Tworkowski, Tyrawski. Werbotych, Werbotycz, Werburt, Werbut, Wodecki, Wołodyjowski. Zawisza, Złocki, Złotnicki, Złotski, Zręcki, Zrzęcki. Żernicki Tadeusz Gajl, Herbarz Polski |

### Pozostałe nazwiska
Jury Łyczkowski, na swojej stronie dotyczącej heraldyki, wspomina również o nazwiskach Bałtowski i Żyburtowicz .

## Odmiany
| Odmiany herbu Ossoria | Odmiany arystokratyczne herbu Ossoria | Herby uznawane za odmiany tylko przez pojedynczych heraldyków |  |

## Galeria

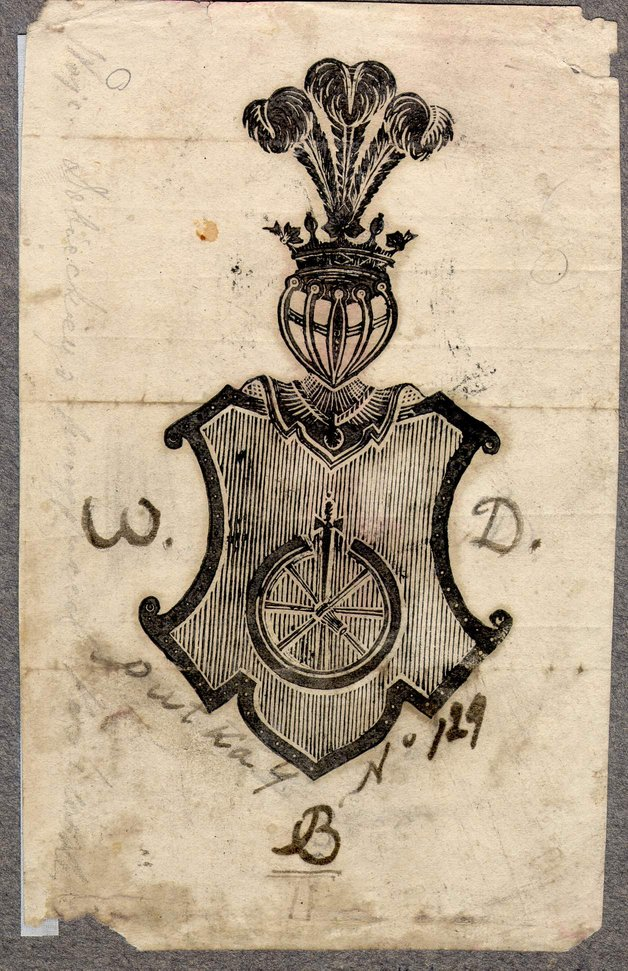
Ekslibris z herbem Ossoria, należący do Wojciecha Dobieckiego
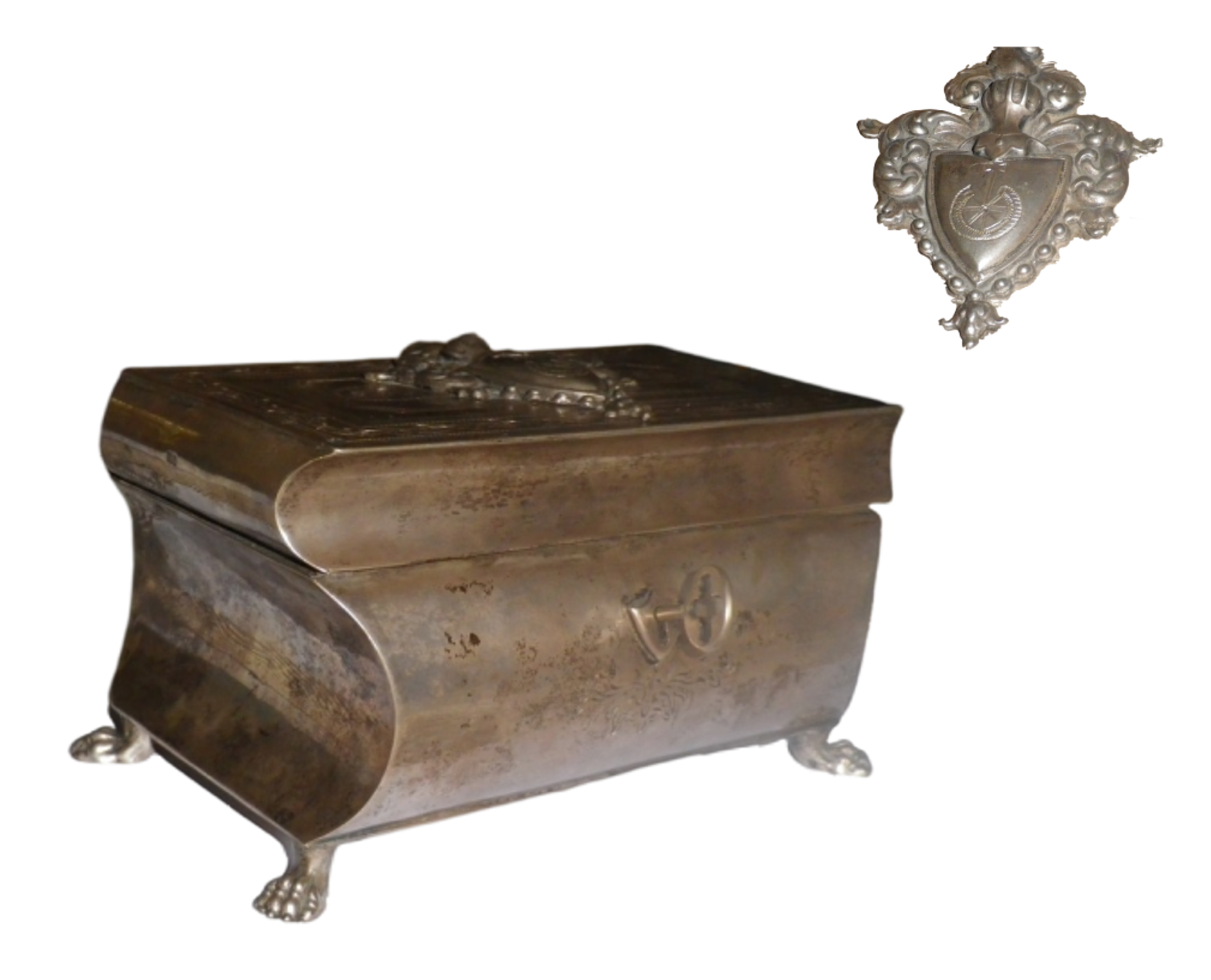
Szkatuła cukrowa z herbem Ossoria, datowana na XIX wiek